# Francesco Cavina
Francesco Cavina (ur. 17 lutego 1955 w Faenzy) – włoski duchowny katolicki, biskup Carpi w latach 2012-2019.

## Życiorys
Święcenia kapłańskie otrzymał 15 maja 1980 i został inkardynowany do diecezji Imola. Pracował głównie w sądzie kościelnym w Bolonii, najpierw jako obrońca węzła, a w latach 1993-2011 jako sędzia. Od 1996 był także pracownikiem watykańskiego Sekretariatu Stanu.
14 listopada 2011 papież Benedykt XVI mianował go ordynariuszem diecezji Carpi. Sakry biskupiej udzielił mu 22 stycznia 2012 Sekretarz Stanu - kardynał Tarcisio Bertone. Ingres odbył się 5 lutego 2012. 26 czerwca 2019 papież przyjął jego rezygnację z pełnionego urzędu.